# Quang Chiểu
Quang Chiểu là một xã thuộc tỉnh Thanh Hóa, Việt Nam.

## Địa lý
Xã Quang Chiểu nằm ở vùng cao phía tây bắc tỉnh Thanh Hóa, có vị trí địa lý:
- Phía đông bắc giáp xã Mường Lát
- Phía đông giáp xã Pù Nhi
- Phía nam giáp xã Mường Chanh
- Phía đông nam, phía tây và phía bắc giáp nước Lào.

Xã Quang Chiểu có diện tích tự nhiên 109,88 km², quy mô dân số năm 2024 là 5.986 người, mật độ dân số đạt 54 người/km².

## Lịch sử
Sau năm 1954, Quang Chiểu là một xã thuộc huyện Quan Hóa.
Ngày 14 tháng 12 năm 1984, Hội đồng Bộ trưởng ban hành Quyết định 163-HĐBT. Theo đó, chia xã Quang Chiểu thành hai xã Quang Chiểu và Mường Chanh. Xã Quang Chiểu còn 12 chòm bản: Co Cài, Con Dao, Cúm, Hạm, Mừng, Poong, Pù Ngô, Pùng, Qua, Sáng, Sim, Suối Tát.
Ngày 18 tháng 11 năm 1996, xã Quang Chiểu chuyển sang trực thuộc huyện Mường Lát mới thành lập.
Ngày 16 tháng 6 năm 2025, huyện Mường Lát bị giải thể do bỏ cấp huyện; xã Quang Chiểu chính thức là đơn vị hành chính trực thuộc tỉnh Thanh Hóa từ ngày 1 tháng 7 năm 2025.

## Hành chính
Xã Quang Chiểu có 13 bản: Bàn, Co Cài, Con Dao, Cúm, Hạm, Mờng, Pọng, Pù Đứa, Pùng, Qua, Sáng, Suối Tút, Xim.